# سیگما دی‌پی۲

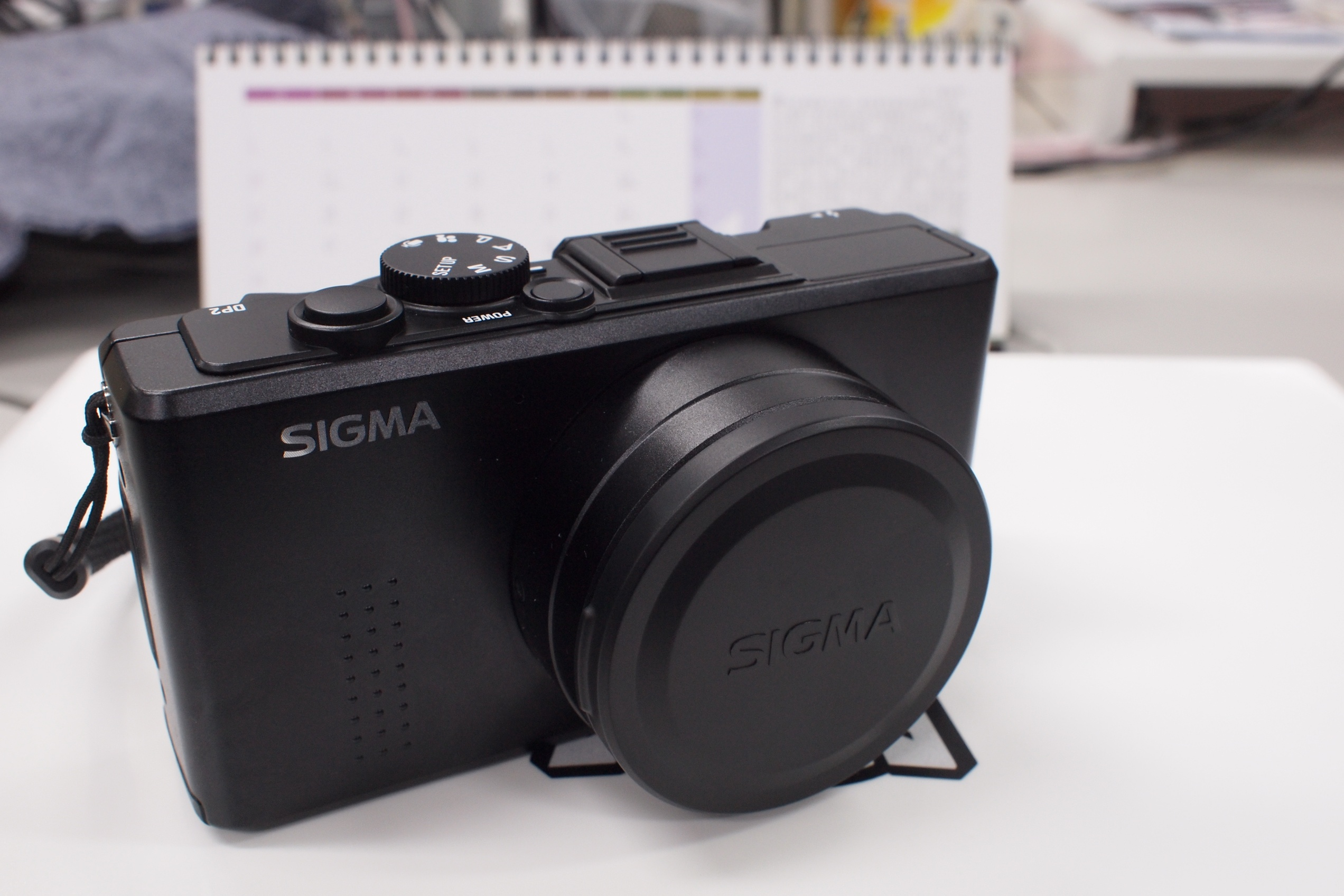
تصویر دوربین سیگما دی‌پی۲

سیگما دی‌پی۲ (به انگلیسی: Sigma DP2) یک دوربین عکاسی ساخت شرکت سیگما است.